# Google Browser Sync
Google Browser Sync war ein Webbrowser-Synchronisierungsdienst des US-amerikanischen Unternehmens Google Inc. Er ermöglichte es, die Einstellungen von Mozilla Firefox über mehrere Computer hinweg via Internet zu synchronisieren. Der Dienst wurde kostenlos angeboten, das Angebot jedoch inzwischen vollständig eingestellt.

## Geschichte
Die Software wurde am 8. Juni 2006 veröffentlicht. Die Firefox-Erweiterung wird inzwischen nicht mehr weiterentwickelt und wurde nur mehr bis Ende 2008 von Unternehmen unterstützt. Die Server stehen inzwischen nicht mehr zur Verfügung. Beim Versuch die Software dennoch zu nutzen, erhält der Benutzer lediglich den Hinweis, dass die Entwicklung eingestellt wurde.
Der Code wurde jedoch am 8. Juli 2008 von Google veröffentlicht und unter eine BSD-Lizenz gestellt. Da jedoch lediglich der Code der Erweiterung veröffentlicht wurde, die Server-Software jedoch auf Basis der Funktionsdokumentation der alten Server von Freiwilligen komplett neu geschrieben werden müsste, scheint es unwahrscheinlich, dass die Software für Endbenutzer jemals wieder nutzbar wird. Zusätzlich müsste die Software für die veränderte Lesezeichenstruktur von Firefox 3 komplett umgeschrieben werden, ein Aufwand, der bei Google als zu groß angesehen wurde.

## Funktionsweise
Google Browser Sync setzte ein Google-Account voraus, in welchem die Cookies, gespeicherten Passwörter, Lesezeichen, der Verlauf der besuchten Seiten, die Tabs und Fenster abgelegt wurden. Die Daten wurden mittels einer PIN verschlüsselt. Dadurch sei es sogar für Google unmöglich gewesen, die Daten zu lesen. Passwörter und Cookies werden überdies immer bereits vom Firefox-Browser verschlüsselt.
Die Firefox-Erweiterung funktionierte nur mit Firefox 1.5 oder 2.0, nicht aber mit Firefox 3.